# Migaloo
Migaloo je samec keporkaka, který proslul svým bílým zbarvením. Poprvé byl pozorován nedaleko australského města Byron Bay 28. června 1991. Šlo tehdy o první věrohodně doložený exemplář kompletně bílého keporkaka. Dostal jméno Migaloo, což v jazyce domorodců znamená „bílý chlápek“. Pozorovatelé také uvádějí, že se tento jedinec kromě barvy vyznačuje i mírně zahnutou hřbetní ploutví a zubatými okraji ocasní ploutve. V roce 1998 byla poprvé pořízena nahrávka jeho zpěvu.
Podle genetické analýzy provedené na Southern Cross University se Migaloo narodil v roce 1986 a je samčího pohlaví. Není dosud jisté, zda je příčinou jeho zbarvení albinismus nebo leucismus. V roce 2011 bylo z oblasti Velkého bariérového útesu oznámeno pozorování bílého keporkačího mláděte, které dostalo jméno Migaloo Junior, ačkoli není potvrzeno, že je skutečně jeho potomkem.
V roce 1997 byla založena organizace White Whale Research Centre, která sbírá informace o bílých velrybách a zaznamenala pozorování jedinců z Azor a Barentsova moře. V Austrálii se Migaloo stal velmi populární a v období sezónní migrace se ho mnoho lidí snaží zahlédnout na obvyklé trase. Australské úřady proto vyhlásily na bílé keporkaky zvláštní stupeň ochrany a zakázaly lodím přiblížit se k nim na méně než 500 metrů a letadlům na 610 metrů.
Migaloo nebyl pozorován od roku 2020. V červnu roku 2022 byla na pobřeží Gippslandu poblíž Mallacooty nalezena mrtvola bílého keporkaka, která byla považována za Migalooa, avšak podle následného zkoumání šlo o samici. V červnu 2023 zahlédli turisté u pobřeží Queenslandu bílou velrybu, není však zcela jisté, zda to byl právě Migaloo.